# Вакуленко Володимир Володимирович
Володимир Володимирович Вакуленко (відомий як Володимир Вакуленко-К. або вкв; 1 липня 1972, село Капитолівка, Ізюмський район, Харківська область, УРСР — між 24 березня та 12 травня 2022, застрелений двома пострілами, точна дата та обставини невідомі) — український громадський діяч, прозаїк, поет, перекладач, вікіпедист та нумізмат. Автор тринадцяти книг. Кавалер ордена «За заслуги» III ступеня (2024, посмертно), лауреат літературних премій.

## Життєпис
Народився 1 липня 1972 року в с. Капитолівка Ізюмського району Харківської області. З 1979 по 1987 навчався в Капитолівській середній школі, з 1987 по 1989 в Червонооскільській ЗОШ. У 1989—1990 рр. навчався в Ізюмському СПТУ № 24 за фахом кухар-кондитер. Офіційно пішов працювати 1990 року, спочатку як кухробітник, далі набував різні спеціальності від вантажника до ремонтника квартир (стажу на різних засадах 20 неповних років). З січня 1991 по серпень 1992 року служив у лавах радянської армії, де отримав інвалідність і був комісований незадовго до демобілізації. Розлучений, має двох синів від першого і другого шлюбів — Владислава та Віталія.
Писати почав ще в дитинстві, з 2001 друкувався в ізюмській, костянтинівській Донецької області, львівській, київській, запорізькій, рівненській, тернопільській, вінницькій, закарпатській, краматорській, донецькій, луганській та харківській пресі.
З 2003 по 2006 входив у ізюмське літоб'єднання «Крем'янець», а у 2005 був членом констянтинівського літоб'єднання «Прометей». У 2005—2006 р. був заступником голови літоб'єднання «Крем'янець», м. Ізюмі де був головним редактором дитячо-підліткової газети «Криниця». В мережі автор з'явився наприкінці 2005 року.
Готував до друку і видав альманах «Ізюмська гора» (2007), де надруковані і його твори. Координатор готичного проєкту та ведучий презентації журналу «Четвер номер 30» (тема «Готика»)[відсутнє в джерелі]. Січень-липень 2009 року — головний редактор журналу перекладів «DzeRkaLo» (вийшло друком 2 числа).
Кореспондент журналу «Мистецькі грані» (2009). Координатор і упорядник декількох журналів та альманахів. Співорганізатор літературних проєктів, які вийшли друком. Друкувався в антологіях, альманахах та журналах. Твори перекладали кримськотатарською, білоруською, німецькою, англійською, есперанто та російською мовами.

## Загибель
7 березня 2022 року під час російського вторгнення в Україну село Капитолівка Ізюмського району на Харківщині, де мешкав Вакуленко, окупували російські військові. Тоді ж він востаннє вийшов на зв'язок з дружиною. 23 березня вдома в письменника росіяни провели обшуки, вилучили книжки, забрали Володимира та його сина-підлітка. У той день його сильно побили та після трьох годин допиту відпустили додому. А наступного дня, 24 березня, ті самі військовики прийшли по письменника знову, силоміць забрали та вивезли на автомобілі з буквою «Z». За словами колишньої дружини Володимира Ірини Новицької, росіяни викрали Вакуленка за доносом. Подальше місце його перебування було невідоме. Поліціянти відкрили кримінальну справу за фактом викрадення. За словами свідків, російські терористи звернулись до місцевих мешканців з вимогою поховати тіло письменника 12 травня 2022 року.
Після звільнення села Вікторія Амеліна за розповідями батька Вакуленка знайшла його щоденник, закопаний у рідному садку за день до викрадення. Після розшифровки трьох десятків рукописних листів батьки мали ухвалити рішення щодо публікації тексту — сам письменник просив віддати його людям, «коли наші прийдуть».
Після того, як ЗСУ звільнили від росіян Ізюм, у місті виявили місце масового поховання. Станом на початок вересня там знайшли понад 400 тіл. Поховання проводила місцева ритуальна служба, вона й вела журнал із відомостями про вбитих росіянами місцевих жителів, у якому під номером 319 були вказані дані Вакуленка.
Спершу правоохоронці заперечували цю інформацію, 20 жовтня в ефірі «Єдиних новин» речник прокуратури Харківщини заявив, що під номером 319 виявлено тіло невідомої жінки.
Однак розслідувачі Суспільного знайшли фото тіла № 319, зроблене перед похованням. На ньому були прострелені документи Володимира Вакуленка, також видно татуювання на руці, схоже на те, що мав письменник. Наприкінці листопада дані про загибель Вакуленка підтвердила ДНК-експертиза.
У тілі знайдено дві кулі від пістолета Макарова.
Мати Володимира впевнена, що росіянам його «видали свої ж», тому вирішила поховати сина у Харкові.
2023 року слідство ідентифікувало двох бойовиків ЛНР, причетних до розстрілу Володимира Вакуленка.

## Творчий доробок

### Друковані видання
Автор книг:
1. «Монограмота», АС «ASW», Львів, 2008. Поезія, 40 ст[16].
2. «Ви…не», АС «Scotch», Харків, 2011. Збірник антицензурної поезії
3. «Сонечкова сім'я», Видавництво «Нова Дитяча Література», Київ, 2011. Збірник дитячих віршиків та казочок (доповнена та перевидана в новій редакції за сприянням ГО «СоцІнтел» на базі видавництв «Точка» та «Мадрид» (м. Харків), за принципами універсального дизайну адаптованого для дітей з важкими порушеннями зору. 2020 рік[17])
4. «Ми, Провінція!», «Крок» (Серія «Pixels»)., — 160 с., Тернопіль, 2012, ISBN 978-617-692-076-2, Поезійна ритміка раннього нонконформістичного періоду (1998—2006). 48 ст.
5. «Татусева книга», Видавництво Старого Лева, Львів, 2014, ISBN 978-617-679-055-6. Дитячі віршики[18] (в 2020 році озвучена і викладена для вільного прослуховування[19])
6. «Heart Attack for Gourmens: Wariat's Diary», Amazon Kindle, 2016. Вибрані частини з роману «Інфаркт для ґурманів. Щоденник вар'ята»
7. «Ukrainian Fairy Tales for Little Patriots», Amazon Kindle, 2016. Казки
8. «Інфаркт для ґурманів. Щоденник вар'ята», ПВД «Твердиня», Луцьк, 2016, ISBN 978-617-517-247-6. Проза[20]
9. «Святославова Сварґа». «Ліра-К», Київ, 2016, ISBN 978-617-7320-69-1. Поезія[21].
10. «УБД-реінкарнація». «Ліра-К», Київ, 2017, ISBN 978-617-7507-26-9. Контрлітературний коктейль поезії[22].
11. «Лелечині ключі». ПОГ «СоцІнтел» спільно з видавництвом «Точка», Харків, 2019. Літературно-художнє видання адаптоване для дітей молодшого шкільного віку з важкими порушеннями зору за принципами універсального дизайну[23]
12. «Три засніжені історії». ПП «Балюк І. Б.» Вінниця, 2021, ISBN 978-617-530-162-3. Казки[24].
13. «Король вірусів Ковід». ПОГ «СоцІнтел» спільно з видавництвом «Точка», Харків, 2021. Літературно-художнє видання адаптоване для дітей молодшого шкільного віку з важкими порушеннями зору за принципами універсального дизайну[25].
14. «Я перетворююсь… Щоденник окупації. Вибрані вірші», Vivat, 2023, ISBN 9786171701564. Видано посмертно.

### Окремі проєкти
Альманах «Ізюмська Гора» (2007). Упорядник і редактор — Володимир Вакуленко-К., відповідальний за випуск — Олег Дук, Львів, видавництво «Сполом», 2007.
Часопис текстів і візії «Четвер» № 30. Готика. (2008) Автор ідеї, керівник проєкту — Володимир Вакуленко-К. Головний редактор — Юрій Іздрик. Львів, видавничий проєкт мистецького об'єднання «Дзиґа», видавництво «Піраміда», 2008 рік.
Дискусійний журнал перекладів «Dzerkalo». (2009) Головний редактор Володимир Вакуленко-К. м. Рівне. Журнал створено на базі журналу «Мистецькі грані».
- Зелене (перше) число (українсько-російський) Перекладачі: Сергій Мисько — Миколаївська область; Олесь Барліг — м. Запоріжжя; Юрко Ганошенко — м. Запоріжжя; Олександр Колісник — м. Запоріжжя; Тетяна Савченко — м. Запоріжжя; Ірина Дементьєва — Львівська область;.Володимир Вакуленко-К — Львівська область[28];
- Червоне (друге) число (українсько-англійський); Ірина Дементьєва — Львівська область; Ірина Шувалова — м. Київ; Антоніна Аністратенко — м. Чернівці; Андрій Деревенко — м. Львів; Сергій Мисько — Миколаївська область; Наталка Дьомова — м. Львів; Лущевська Оксана — США; Наталія Пасічник — Тернопільська область; Тарас Малкович — м.Київ[29];
- Готувалося до друку Жовте (третє) число (українсько-польський), але за браком коштів лишився лише зверстаним. Перекладачі: Альбіна Позднякова — м. Львів; Дана Рудик — Польща; Антоніна Аністратенко — м. Чернівці; Світлана Васильченко — м. Одеса;

Східноукраїнська антологія «Кальміюс» (Краматорськ, 2017). Укладач, упорядник, співредактор — Володимир Вакуленко-К. Редактор  — Ірина Новіцька. Дизайн, художник  — Марія Козиренко. Керівник видавничого проєкту — Віталій Зарицький. Комп'ютерний дизайн  — Олена Щербина., видавництво «Ліра-К» (м. Київ). Тираж — 300 прим. ISBN 978-617-7507-85-6..
Серія книг проєкту «Зірки на долонях» створена для дітей з важкими порушеннями зору за принципами універсального дизайну (рельєфно-крапковим шрифтом та звичайним шрифтом для слабозорих)
Починаючи з першої половині 2019 року за сприянням ГО «СоцІнтел» (на базі видавництв «Точка» та «Мадрид» (м. Харків) в рамках серії книг «Зірки на долонях» були створені та вийшли друком книги авторів: Вакуленка-К. Володимира «Лелечині ключі», «Сонечкова сім'я», «Король вірусів Ковід»; Ірини Мацко «Вузлик казок»; подарункова збірка казок «Насипала Зима сніжинок на долоньки»; Софії Живолуп «Тернові шляхи Калинового краю»; Наталії Бонь «Кольорові небелиці»; спільно з діаспорою українців в Угорщині збірки «Казковий дивосвіт» (ISBN 978-615-00-8937-9) та «Білоруські казки» (ISBN 978-615-01-0075-3); велика книга для хлопчиків «Уперед, поїхали!» та дівчаток «Вишивала я сорочку».
Антологія білоруської поезії «Жыве Беларусь! За нашу і вашу свободу!» Антологія вийшла друком у паперовому та електронному вигляді (Захищена версія. розповсюджувалась на Крим і Білорусь безкоштовно). До видання увійшли переклади білоруських авторів українською, кримськотатарською, литовською, їдиш-білоруською, латиською та польською.

## Громадська та літературна діяльність
Учасник Революції гідності, був поранений у Маріїнському парку 18 лютого 2014 року під час сутички з «тітушками». Вільний волонтер з початку 2015 року. З грудня 2015 по березень 2016 був волонтером на базі Правого сектора «Основа» у Харкові. У квітні 2016 року певний час був на передовій поблизу Мар'їнки, але не як військовий. Згодом на волонтерських засадах облаштовував рідне село.
Координатор і організатор низки фестивалів і акцій, учасник поетичних читань. Брав участь у читаннях і організовував акції на 3 — 5, 7, 8 Міжнародних літературних фестивалях у рамках 15 – 17, 19, 20 Форумах Видавців у Львові. Брав участь у турне-презентацій «Татусевої Книги» (Стрий, Тернопіль, Броди, Нове Село, Комарно, Краматорськ, Херсон, Львів, Капитолівка, Ізюм, Оскіл, сел. Лазурне (2015—2017)). Організатор неполітичної мистецької акції протесту проти мовного проєкту закону Колесніченка-Ківалова у Львові, Співорганізатор (спільно з Галиною Пагутяк акції пам'яті загиблим на Майдані «Точка кипіння. Львів. Барикади. Майдан.» (Львів, 2015). Організатор патріотичного літературно-мистецького фестивалю-акції «Слобожанська РефорNація» (Харків, 2016) до вшанування 3-ї річниці Революції гідності. Організатор та модератор Першого дитячого літературного фестивалю на Ізюмщині та Донеччині «Казки під мирним небом». З травня 2017 року розпочалася робота над проєктом «Слобожанська РефорNація» у місті Ізюмі, Харківської області, в районних центрах міста та у ближніх містах Донеччини. В рамках проєкту автор організовував зустрічі з відомими митцями — Романом Колядою (сумісний виступ) (у місті Ізюмі), Оленою Максименко (у місті Ізюмі та у селі Вірнопілля); Сергієм Гридіним, Іриною Мацко, Сашком Дерманським (м. Святогірськ, м. Ізюм, та у селах Капитолівці та Осколі, що на Ізюмщині), сумісна презентація антології «Кальміюс» із Марією Козиренко та Олександром Олійником (У селі Кам'янці та в Ізюмі), презентації творчості Оксани та Соломійки Мазур (м. Ізюм, та у селах Капитолівці та Осколі), презентація книги Марко Терен «Вітру голоси» (м. Ізюм), презентація книги Микити Лукаша «Мішечок історій Мішковинки» (сел. Борова, м. Ізюм). Організатор літературно-книжкового мосту «Монреаль-Донеччина» (2018 рік). В 2019 році за сприянням ГО «СоцІнтел» на базі видавництв «Точка» та «Мадрид» (м. Харків) почав працювати над проєктом «Зірки на долоньках» для дітей з важкими порушеннями зору за принципами універсального дизайну.

## Нагороди та відзнаки
- Орден «За заслуги» III ступеня (22 січня 2024, посмертно) — за значні заслуги у зміцненні української державності, мужність і самовідданість, виявлені у захисті суверенітету та територіальної цілісності України, вагомий особистий внесок у розвиток різних сфер суспільного життя, сумлінне виконання професійного обов'язку[46];
- Нагороджений відзнаками: «Срібний тризуб» до 20-ліття Незалежності України за вірша «Спас віків» (2011) та від Міжнародного фестивалю поезії «Terra poetica» (2014) за вірш «Сон».
- Лауреат конкурсу патріотичної поезії «Золотий Тризуб» (2-ге місце) (2011)[47];
- Лауреат міжнародної літературної премії імені Олеся Ульяненка за роман «Кладовище сердець» (в доповненому варіанті відомий як «Інфаркт для Ґурманів») опублікований у скороченому варіанті в журналі «Кур'єр Кривбасу» № 246/247 за 2010) 2012)[48];
- Лауреат Всеукраїнського конкурсу імені Леся Мартовича (номінація «Поезія») за 2014;
- Лауреат Міжнародного конкурсу «Коронація слова» (Спеціальна відзнака від міжнародного поетичного фестивалю «Терра Поетіка» в номінації «Пісенна лірика») за 2014[49];
- Лауреат літературного конкурсу серед письменників України «Українська революція 1917—1921 років» (За збірку поезій «УБД-реінкарнація») за 2018[50];
- Лауреат I Всеукраїнського фестивалю-конкурсу «Поетичний десант у Слов'янську» (номінація «Дитяча тема в поезії») за 2019[51];
- Лауреат першого ступеня харківського обласного літературного конкурсу імені О. С. Масельського в номінації «Новелістика» 2020, другого ступеня «Проза» 2019, лауреат третього ступеня 2020 та дипломант в номінації «Поезія» 2019[52][53];
- Дипломант конкурсу «Гранослов-2016»[54].
- Лауреат Літературної премії імені Платона Воронька (2022, посмертно)[55]
- Лауреат спеціальної відзнаки IPA Prix Voltaire Award 2023 посмертно.[56]
- Лауреат відзнаки «Вікімеч» імені Олега «Raider» Ковалишина «За внесок у Перемогу України в інформаційній війні» (2023, посмертно)[57]

## Інше
Захоплювався нумізматикою й писав статті на цю тему в українській Вікіпедії та інтернет-сайтах.

## Вшанування пам'яті
29 листопада 2022 року заступник мера Ізюма, Володимир Мацокін, пообіцяв назвати на честь Володимира Вакуленка вулицю міста. 20 грудня 2022 року на честь Володимира Вакуленка була названа одна з найдовших вулиць Ізюма.
У місті Краматорськ вулиця Маршака перейменована на честь Володимира Вакуленка.
У квітні 2024 року розпорядженням голови Харківської міської ради було перейменовано вулицю Невельську іменем Володимира Вакуленка.
У квітні 2024 року розпорядженням голови Конотопської міської ради було перейменовано вулицю Шолохова на Володимира Вакуленка.
У селі Капитолівка вулицю Маршала Федоренка перейменовано на Володимира Вакуленка.